# Тхоммо Реатеа IV
Тхоммо Реатеа IV, при рождении Анг Эм (кхмер. អង្គឯម) — король Камбоджи (1747). Правил под именем Шри Дхармараджа IV (санскр. Sri Dharmaraja IV).

## Биография
Анг Эм родился в 1706 году, был старшим сыном короля Тхоммо Реатеи III. Взошёл на престол в возрасте 42 лет после смерти своего отца в 1747 году, однако вскоре был убит своим младшим братом и шурином — принцем Анг Хингом, который также претендовал на трон. Возмущённые этим преступлением мандарины и брахманы осудили братоубийство и избрали королём сына бывшего короля Утая I и дядю убитого государя — принца Анг Тонга. 